# Cantone di Lusigny-sur-Barse
Il Cantone di Lusigny-sur-Barse era una divisione amministrativa dell'arrondissement di Troyes.
A seguito della riforma approvata con decreto del 21 febbraio 2014, che ha avuto attuazione dopo le elezioni dipartimentali del 2015, è stato soppresso.

## Composizione
Comprendeva i comuni di:
- Bouranton
- Clérey
- Courteranges
- Fresnoy-le-Château
- Laubressel
- Lusigny-sur-Barse
- Mesnil-Saint-Père
- Montaulin
- Montiéramey
- Montreuil-sur-Barse
- Rouilly-Saint-Loup
- Ruvigny
- Thennelières
- Verrières